# Expedição Fram

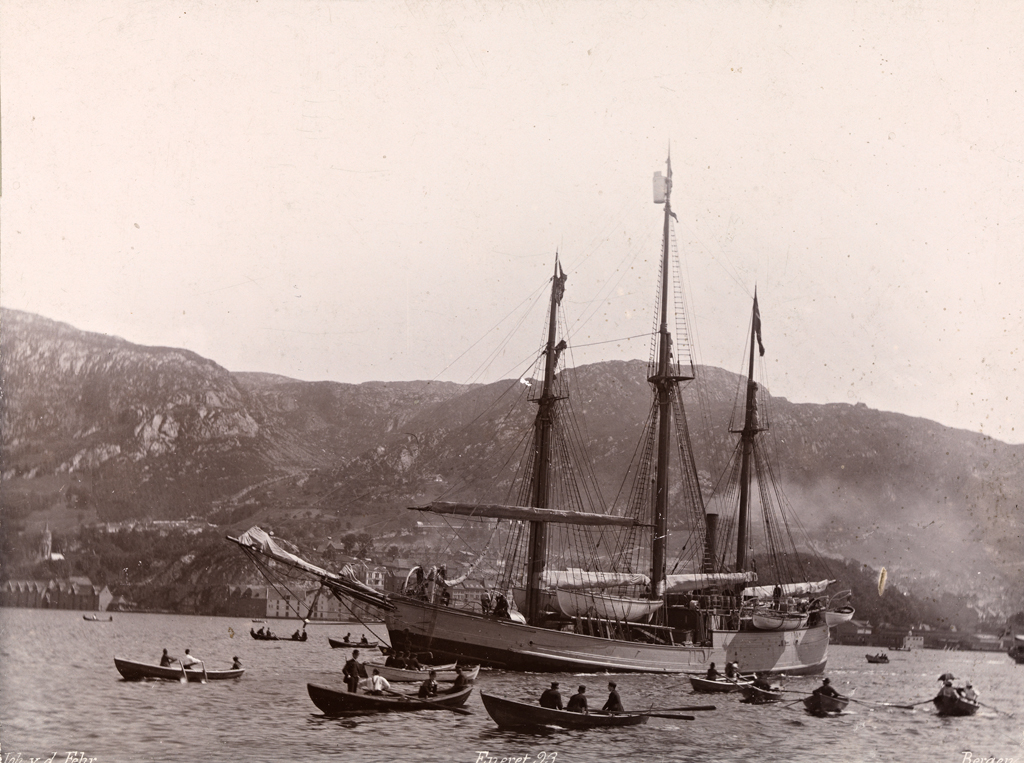
O Fram deixa Bergen em 2 de julho de 1893, em direção ao oceano Ártico.

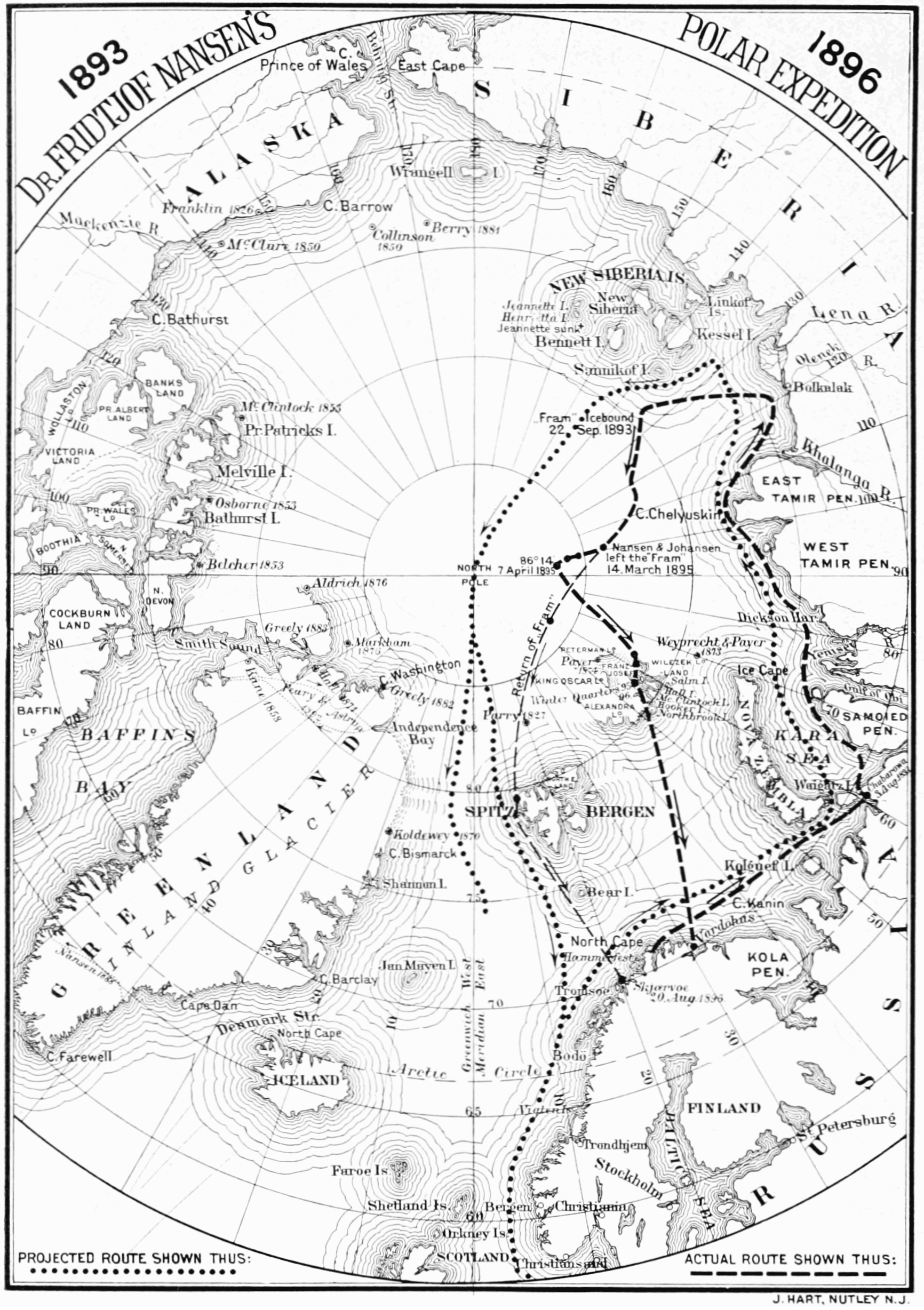
Mapa contemporâneo com as regiões por onde a expedição passou

Expedição Fram (1893–1896) foi uma tentativa do explorador norueguês Fridtjof Nansen de atingir o Polo Norte utilizando a corrente natural que atravessa o oceano Ártico, de leste para oeste. Apesar da opinião desfavorável da maioria dos especialistas em regiões polares, Nansen embarcou no Fram e navegou até às ilhas da Nova Sibéria onde se deixou aprisionar na banquisa, esperando que a deriva o levasse até ao Polo. Impaciente com a lentidão do avanço do Fram, e dando-se conta de que dessa maneira não chegaria a seu objetivo, Nansen decidiu, depois de 18 meses de deriva, deixar o navio e, juntamente com Hjalmar Johansen, partir a pé, levando cães e trenós. A dupla não conseguiu chegar ao Polo, mas os dois alcançaram o ponto mais a norte do planeta já atingido por um ser humano até então, à latitude de 86°13,6'N, antes de um longo regresso sobre o gelo para chegar à Terra de Francisco José. Durante este tempo, o Fram continuou a sua deriva para oeste e foi libertado do gelo no oceano Atlântico, perto de Spitzbergen.
A ideia para a expedição surgiu após se terem encontrado algumas partes do navio norte-americano Jeannette, depois de este se ter afundado ao largo da costa norte da Sibéria, em 1881, na costa sudoeste da Gronelândia. Os destroços tinham sido levados através do oceano polar, talvez através do próprio polo. Com base nesta ideia, e nos destroços recuperados, o meteorologista Henrik Mohn desenvolveu uma teoria de deriva polar que levou Nansen a acreditar que um navio especialmente concebido poderia ser congelado no gelo e seguir o mesmo percurso que os restos do Jeannette, aproximando-se, assim, do Polo Norte.
Nansen supervisionou a construção de um navio com o casco redondo e outras particularidades, desenhado para aguentar a pressão prolongada do gelo. O navio nunca esteve em perigo durante o prolongado período em que esteve preso no gelo e, após três anos de viagem, não tinha quaisquer problemas na sua estrutura. As observações científicas realizadas durante este período contribuíram significativamente para a nova disciplina, a oceanografia, a qual se tornou na principal área de estudos do trabalho científico de Nansen. A deriva do Fram e a viagem de trenó efectuada por Nansen mostraram que não havia muito terreno entre a Eurásia e o Polo Norte, e confirmaram que o polo era uma região inóspita coberta de gelo do mar. Embora Nansen se tenha retirado das explorações depois desta expedição, os métodos de viagem e de sobrevivência que ele tinha desenvolvido com Johansen influenciaram todas as expedições seguintes, a norte e a sul, durante três décadas.

## Antecedentes

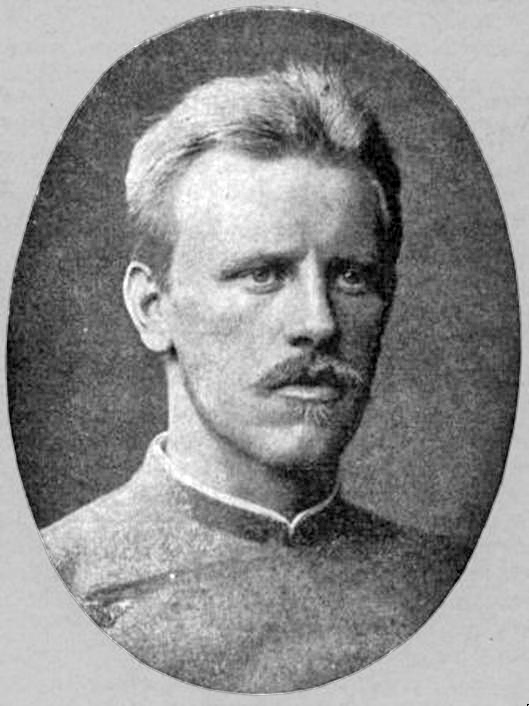
Fridtjof Nansen na altura da travessia da Gronelândia.

Em Setembro de 1879, o Jeannette, uma ex-canhoneira da Marinha Real Britânica convertida pela Marinha dos Estados Unidos para exploração árctica, comandada por George Washington De Long, entrou pelo mar congelado do Estreito de Bering. Durante cerca de dois anos, ficou à deriva na região das Ilhas da Nova Sibéria, antes de ser esmagado e se afundar a 13 de Junho de 1881. A sua tripulação conseguiu escapar em barcos e chegar à costa siberiana; no entanto, a maioria, incluindo De Long, acabou por morrer nas terras inóspitas do delta do rio Lena. Três anos mais tarde, alguns destroços do Jeannette apareceram no lado oposto da Terra, nas proximidades de Julianehåb, na costa sudoeste da Gronelândia. Os restos, congelados nas placas de gelo flutuantes, incluíam roupas com o nome dos membros da tripulação, e documentos assinados por De Long.
Numa palestra dada em 1884 na Academia Norueguesa de Literatura e Ciências, o Dr. Henrik Mohn, um dos fundadores da meteorologia moderna, discordou da ideia de que os restos encontrados do Jeannette indicavam a existência de um oceano que corria de leste para oeste através do oceano Árctico. O governador norueguês de Julianehåb, descrevendo os achados, colocou a hipótese de que uma expedição presa no mar siberiano poderia, se o navio fosse suficientemente forte, atravessar o oceano polar e desembarcar na Gronelândia do Sul. Estas teorias foram lidas com muito interesse pelo jovem Fridtjof Nansen, de 23 anos de idade, a trabalhar como curador no Museu de Bergen enquanto terminava o seu doutoramento. Nansen já se encontrava apaixonado pelo "frio do norte"; dois anos antes, tinha efectuado uma viagem de quatro meses no navio de caça às focas, Viking, o qual tinha ficado preso no gelo à deriva durante três semanas. Experiente esquiador, Nansen estava a planear liderar a primeira travessia da calota da Gronelândia, um objectivo adiado pelos seus estudos académicos que terminaram, com sucesso, em 1888–89. Ao longo destes anos, não deixou de pensar na hipótese teórica de atravessar o Árctico de leste para oeste, e nas imensas possibilidades de exploração polar; pouco depois de regressar da Gronelândia, preparou-se para anunciar os seus planos.

## Preparativos

### Plano

Oceano Árctico com a indicação de uma rota hipotética entre as Ilhas da Nova Sibéria e o Oceano Atlântico.

Em Fevereiro de 1890, participou numa reunião na Sociedade Geográfica Norueguesa, em Christiania. Depois de falar sobre as várias expedições mal-sucedidas ao Polo Norte, a partir de oeste, passou para o tema dos restos do Jeannette e de outros destroços, encontrados à deriva desde a Sibéria ou Alasca, ao longo da costa da Gronelândia. "Juntando tudo," disse Nansen, "somos levados a concluir que uma corrente corre ... desde o Mar Árctico Siberiano para a costa leste da Gronelândia," provavelmente atravessando o Polo. Parecia que o próximo passo seria "apanhar essa corrente naquele lado do Polo a qual se dirige para norte e, com a sua ajuda, penetrar naquelas regiões nas quais aqueles que tentaram ir [contra a corrente] não conseguiram lá chegar".
O plano de Nansen requeria um navio pequeno, forte e manobrável, impulsionado por velas e um motor, capaz de transportar provisões e combustível para doze homens durante cinco anos. De acordo com o plano, o navio iria seguir a mesma rota do Jeannette para as Ilhas da Nova Sibéria, e, na posição aproximada onde este navio se afundou, quando as condições do gelo forem as ideais, "abriremos caminho através do gelo até onde pudermos ir". Depois, o navio ficaria à deriva até ao polo e, eventualmente, atingiria o mar entre a Gronelândia e Spitsbergen. No caso de o navio se afundar, uma possibilidade que Nansen pensava ser improvável, a tripulação instalaria um acampamento numa placa de gelo e esperaria que a corrente a levasse até um local seguro. Nansen observou: "Se a expedição do Jeannette tivesse provisões suficientes, e tivesse permanecido na placa de gelo onde foram encontrados os restos, o resultado teria sido, sem dúvida, diferente daquele que se verificou".
Quando o plano de Nansen se tornou do conhecimento público, o The New York Times mostrou o seu entusiasmo afirmando que "é altamente provável que haja uma rota relativamente mais curta e directa através do Oceano Ártico, via Polo Norte, e que a própria natureza tinha fornecido um meio de comunicação através dele." Contudo, opiniões de exploradores polares mais experientes foram menos entusiásticas. O explorador norte-americano Adolphus Greely chamou-lhe [ao plano] de "um esquema ilógico de auto-destruição"; o seu assistente, tenente David Brainerd, descreveu-o como "um dos planos mais imprudentes de sempre", e previu que seria um desastre. Sir Allen Young, um veterano das expedições de busca da Expedição de John Franklin, não acreditava que um navio pudesse ser construído por forma a suportar a força esmagadora do gelo: "se não houver dilatação, o gelo penetrará no navio, seja qual for o material em que for construído". Sir Joseph Hooker, que tinha estado com James Clark Ross em 1839–43 na viagem ao sul, tinha a mesma opinião, e pensava que o risco era tal que não valeria a pena efectuar a expedição. No entanto, o experiente Sir Leopold McClintock chamou ao projecto de Nansen "o programa mais empreendedor alguma vez noticiado pela Real Sociedade Geográfica". O filantropo sueco Oscar Dickson, que tinha financiado a expedição do barão de Nordenskiöld para a conquista da Passagem do Nordeste (1878–79), ficou impressionado o suficiente para financiar o plano de Nansen. No entanto, com o nacionalismo norueguês em ascensão, este gesto do parceiro sueco causou alguma hostilidade na imprensa norueguesa; Nansen decidiu ficar apenas com o apoio norueguês e recusou a proposta de Dickson.

### Orçamento
A estimativa original de Nansen para o custo total da expedição era de 300 000 NOK. Depois de um discurso emocionado no Parlamento da Noruega, Nansen recebeu uma doação de 200 000 NOK; para o financiamento da expedição foram feitas contribuições de privados como o rei da Suécia (20 000 NOK). A Real Sociedade Geográfica, em Londres, entregou 300 libras (cerca de 6 000 NOK). No entanto, o orçamento de Nansen não tinha tido em conta a compra do navio - o seu custo era superior ao montante à sua disposição. Um novo pedido ao Parlamento resultou em mais 80 000 NOK, e um apelo à nação fez ascender o montante angariado para 445 000 NOK. De acordo com o próprio relato de Nansen, ele mesmo entrou com o dinheiro que faltava. O seu biógrafo, Roland Huntford, recorda que o valor em falta, 1 000 NOK, foi coberto por dois abastados financiadores, Axel Heiberg e um expatriado inglês, Charles Dick.

### Navio

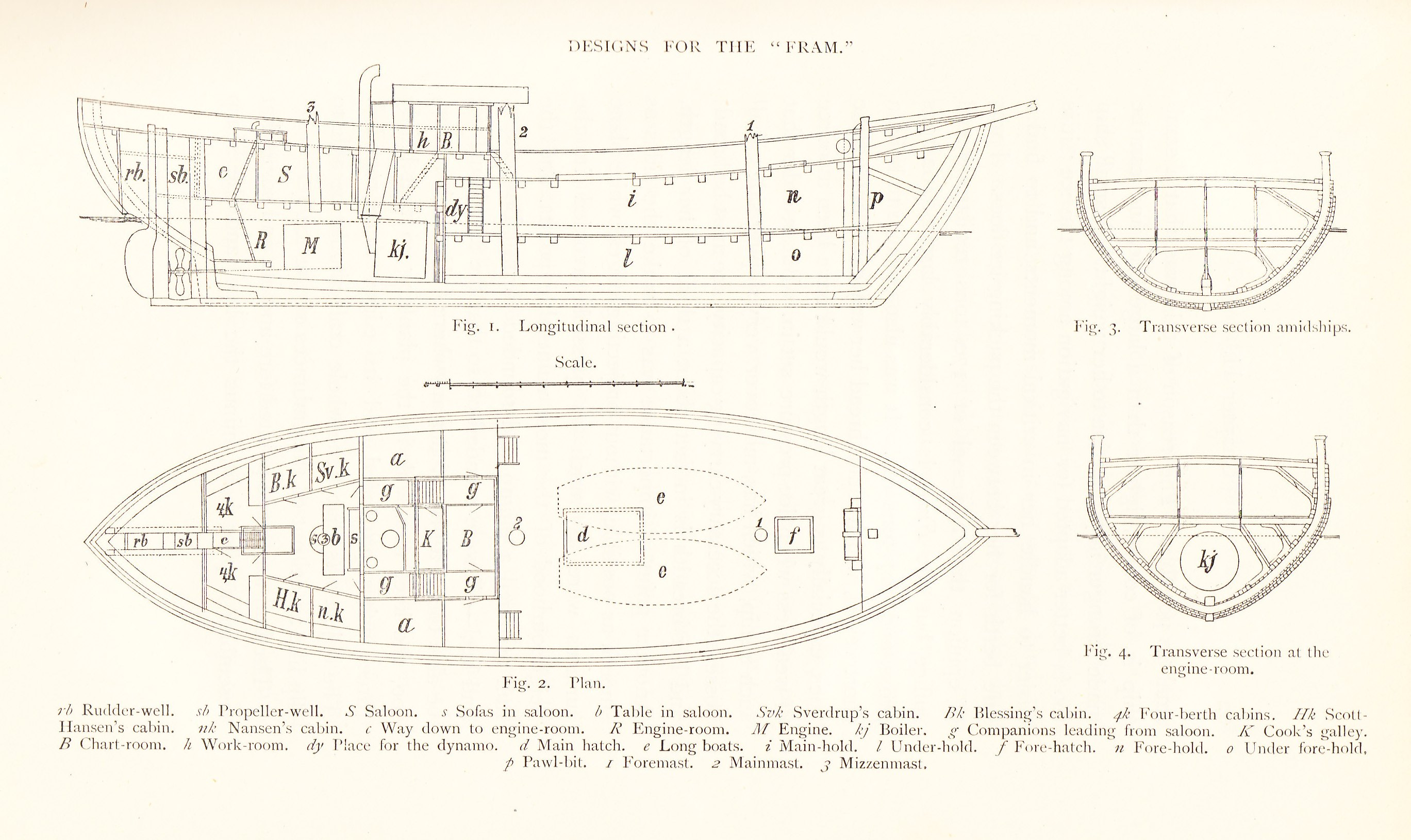
Desenho do Fram, tal como acordado entre Nansen e o construtor Colin Archer.

Para desenhar e construir o navio, Nansen escolheu Colin Archer, o principal construtor de navios norueguês e arquitecto naval. Archer era conhecido por desenhar um casco específico que combinava navegabilidade com um calado baixo. Nansen recordou que Archer fez "planos atrás de planos para o projecto do navio; modelo atrás de modelo, era preparado e abandonado". Por fim, chegaram a acordo acerca de um dos desenhos e, a 9 de Junho de 1891, os dois homens assinaram um contrato.
Nansen queria o navio pronto em um ano; ele estava desejoso de partir antes que alguém pudesse aplicar as suas ideias e ultrapassá-lo. A principal característica do navio era o seu casco redondo, desenhado de maneira a que o gelo não tivesse nada onde se agarrar. A proa, a popa e a quilha foram arredondadas, e os lados alisados de maneira a que, nas palavras de Nansen, o navio "deslizasse que nem uma enguia pelos blocos de gelo". Para reforçar o casco, foram colocadas mais camadas de chlorocardium, uma madeira da América do Sul, a mais dura disponível. As três camadas de madeira que formavam o casco davam uma espessura de 60 a 70 cm, aumentando para 1,25 metro na proa, a qual possuía uma protecção em ferro. Por fim, ao longo do casco foram colocadas vigas para dar mais força ao navio.

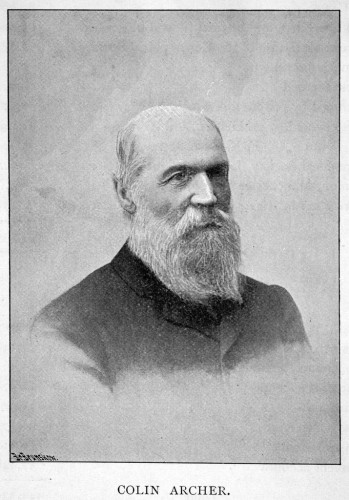
Colin Archer, construtor do Fram

O navio foi equipado com três mastros e uma área total de velas de 560 m². O motor auxiliar, de 220 cv, podia alcançar uma velocidade de 13 km/h. Contudo, a velocidade e a capacidade de navegar à vela eram secundárias face à necessidade de segurança e protecção para Nansen e sua tripulação durante uma deriva que poderia durar vários anos. Assim, foi dada uma especial atenção ao isolamento da zona de quartos. Com cerca de 400 toneladas, o navio era maior do que Nansen tinha idealizado, com um comprimento de 39 m e uma largura de 11 m, um rácio de três para um, o que lhe dava uma aparência atarracada. A sua estranha forma foi explicada por Archer: "Um navio que seja construído de propósito com um objectivo tem que ser diferente de todas as embarcações conhecidas." A 6 de Outubro de 1892, na doca de Archer em Larvik, o navio foi lançado à água pela esposa de Nansen, Eva, após uma breve cerimónia. O navio recebeu o nome de Fram: "em frente".

### Tripulação
Para a sua expedição à Gronelândia de 1888–89, Nansen decidiu não seguir a tradicional escolha de uma tripulação muito numerosa e muitos navios de apoio, mas sim um pequeno, mas bem treinado, grupo de homens. Utilizando o mesmo princípio para a viagem do Fram, Nansen escolheu um grupo de apenas doze membros entre milhares de candidaturas vindas de todos os lugares do mundo. Um dos candidatos, de 20 anos de idade, era Roald Amundsen, futuro conquistador do Polo Sul, cuja mãe o impediu de ir. O explorador inglês Frederick Jackson também foi um dos que queriam ir, mas Nansen desejava apenas noruegueses, e, assim, Jackson organizou a sua própria expedição à Terra de Francisco José.
Para comandar o navio, e ser segundo-no-comando da expedição, Nansen escolheu Otto Sverdrup, um experiente marinheiro que havia participado na travessia da Gronelândia. Theodore Jacobsen, que tinha experiência no Árctico como comandante de um sloop, foi contratado como membro do Fram, e o jovem tenente de marinha Sigurd Scott Hansen ficou responsável pelas observações meteorológicas e magnéticas. O médico de bordo, e experiente botânico, era Henrik Blessing, que acabou os seus estudos na véspera da partida do Fram. Hjalmar Johansen, um tenente de reserva e especialista em condução de cães, estava de tal forma interessado em fazer parte da expedição que assinou como fogueiro, a única posição então disponível. De igual forma, Adolf Juell, com vinte anos de experiência no mar como marinheiro e capitão, ficou com o lugar de cozinheiro. Ivar Mogstad trabalhava no hospital psiquiátrico de Gaustad, mas as suas capacidades técnicas como mecânico impressionaram Nansen. O mais velho do grupo, com 40 anos de idade, era o engenheiro-chefe Anton Amundsen (sem relação com Roald Amundsen). O segundo engenheiro, Lars Pettersen, escondeu a sua nacionalidade, sueca, de Nansen, e, embora pouco depois fosse descoberto pelos seus companheiros de bordo, foi-lhe permitido permanecer na expedição. Os restantes membros eram Peter Henriksen, Bernhard Nordahl e Bernt Bentzen.

## Expedição

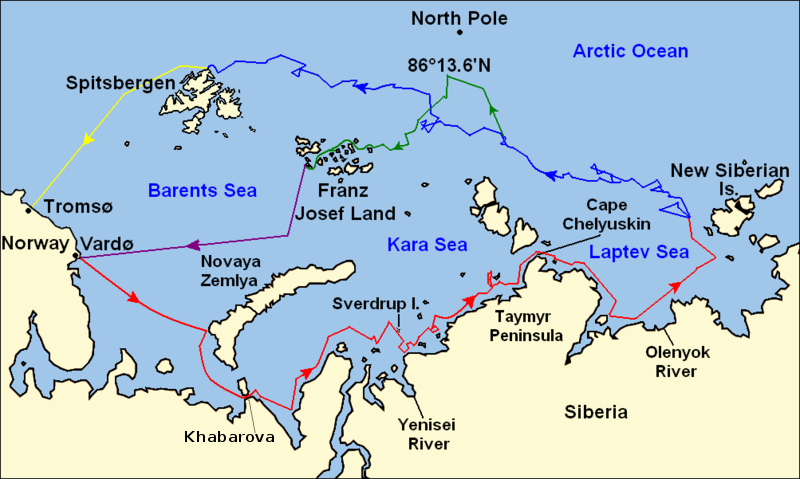
Rotas seguidas pela expedição do Fram entre 1893 e 1896:
Caminho do Fram desde Vardø na Noruega para leste, ao longo da costa da Sibéria, até entrar na banquisa perto das ilhas da Nova Sibéria, julho–setembro de 1893
Deriva do Fram preso do gelo para o norte e oeste, desde as ilhas da Nova Sibéria até ao arquipélago de Spitzberg, setembro de 1893 – agosto de 1896
Caminho de Nansen e Johansen até atingir o ponto de 86°13.6'N, e volta para a ilha Northbrook na terra de Francisco José, março de 1895 – junho de 1896
Volta de Nansen e Johansen para Vardø, agosto de 1896
Caminho do Fram de Spitzberg até Tromsø, agosto de 1896

### Viagem até ao gelo
Antes do início da viagem, Nansen decidiu efectuar uma alteração ao seu plano: em vez de seguir a rota do Jeannette até às ilhas da Nova Sibéria através do Estreito de Bering, faria um percurso menor, pela Passagem do Nordeste de Nordenskiöld, ao longo da costa norte da Sibéria. O Fram partiu de Christiania no dia 24 de Junho de 1893, onde uma multidão de milhares de pessoas se despediu com o disparo de um canhão do forte da cidade. Esta foi a primeira de muitas despedidas e demonstrações de apoio dadas ao Fram à medida que ia navegando ao longo da costa em direcção a norte, até chegar a Bergen a 1 de Julho (onde foi dado um banquete em homenagem a Nansen); chegaria a Trondheim a 5 de Julho e a Tromsø, perto do Círculo Polar Ártico, uma semana mais tarde. A última paragem em terra norueguesa deu-se em Vardø, onde o Fram chegou a 18 de Julho.
Na primeira fase da viagem para leste, o Fram passou pelo mar de Barents em direcção a Novaya Zemlya, e depois seguiu para o Norte da Rússia, Khabarova, onde o primeiro grupo de cães foi trazido para bordo. A 3 de Agosto, o Fram levantou âncora e dirigiu-se, cuidadosamente, para leste, entrando no mar de Kara no dia seguinte. Tinham sido poucos os navios que tinham navegado até esta posição, e os mapas estavam incompletos. A 18 de Agosto, na zona do delta do rio Ienissei, descobriram uma ilha e deram-lhe o nome de Ilha Sverdrup, homenageando o comandante do navio. O Fram navegava agora até à Península de Taimir e ao Cabo Chelyuskin, o ponto mais a norte da Eurásia. O gelo compacto diminuiu o progresso da expedição, e no final de Agosto ficou parado por quatro dias enquanto a caldeira do navio era reparada e limpa. A tripulação também assistiu ao fenómeno da água morta, o qual impede o progresso do navio devido à fricção causada por uma camada de água fresca por cima de uma camada de água muito salgada. A 9 de Setembro, chegaram a uma abertura no gelo e, no dia seguinte, o Fram passou pelo Cabo Chelyuskin — o segundo navio a efectuar passar por lá depois do Vega de Nordenskiöld, em 1878 — e entrou no Mar de Laptev.
Depois de ter sido impedido pelo gelo de chegar à boca do rio Olenyok, onde um segundo grupo de cães aguardava para ser embarcado, o Fram dirigiu-se para norte e leste até às Ilhas da Nova Sibéria. Nansen tinha esperança de encontrar mar aberto à latitude de 80°N  e aí entrar no gelo compacto; contudo, a 20 de Setembro encontraram gelo a 78°N. O Fram seguiu a linha do gelo antes de parar numa pequena baía acima dos 78°N. No dia 28 de Setembro, tomaram consciência de que o gelo não se iria quebrar e desembarcaram os cães, colocando-os em canis. A 5 de Outubro, puxaram o leme para cima, por uma questão de segurança, e o navio, nas palavras de Scott Hansen, ficou "muito bem ancorado para o inverno". Encontravam-se a 78°49′N, 132°53′E.

### Deriva (primeira parte)
A 9 de Outubro, o Fram sentiu pela primeira vez a pressão do gelo. A concepção do navio feita por Archer foi posta à prova, de forma positiva, quando, ao navegar pelo mar gelado, o gelo não ficava preso ao casco. Apesar desta boa notícia, as primeiras semanas no gelo foram decepcionantes pois a deriva, imprevisível, estava a conduzir o Fram em círculos, às vezes para norte, outras vezes para sul; a 19 de Novembro, após seis semanas, o Fram estava mais a sul do que a latitude de onde tinha entrado no gelo.

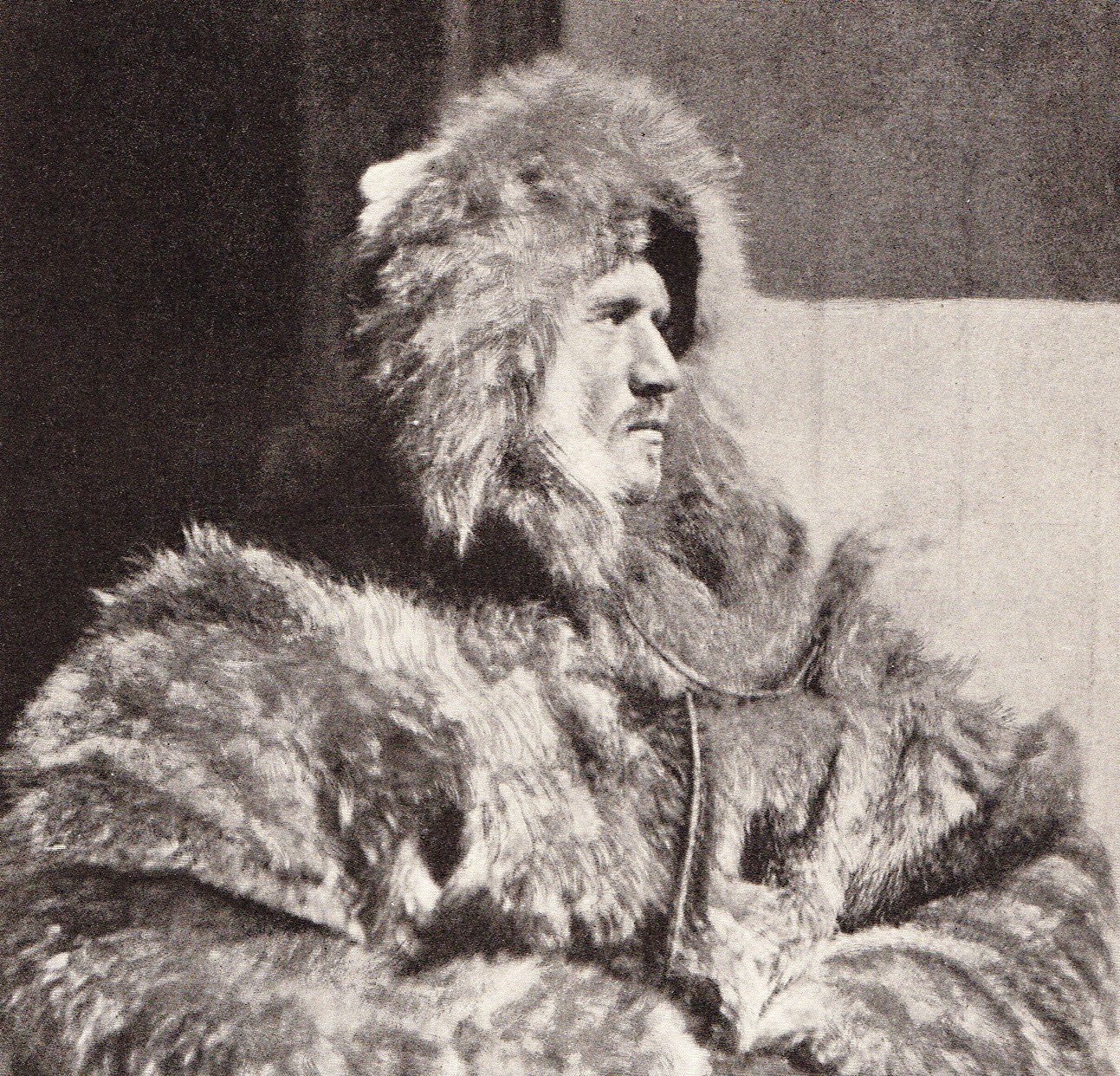
Hjalmar Johansen, o fogueiro e especialista em condução de cães do Fram, que Nansen escolheu para companheiro na ida ao Polo Norte.

Depois de o sol se ter posto, por vários meses, a 25 de Outubro, o navio foi iluminado por lâmpadas eléctricas mantidas acesas por um gerador eólico. A tripulação iniciou um período de tranquilidade no qual o tédio e a inactividade eram os principais inimigos. A irritação começou a instalar-se entre os homens e, por vezes, chegou mesmo a ocorrer violência física. Nansen tentou publicar um jornal, mas o projecto não teve sucesso por falta de interesse. Eram realizadas pequenas tarefas e efectuadas observações científicas, mas sem pressa. Nansen expressou a sua frustração no seu diário: "Sinto que tenho de quebrar este tédio, esta inércia, e encontrar algo que me dê força." Mais tarde: "Será que não podia acontecer alguma coisa? Será que não podia aparecer um furacão que partisse este gelo todo?". Só depois da passagem do ano, em Janeiro de 1894, é que a deriva estabilizou rumo a norte. A marca dos 80°N foi, por fim, ultrapassada a 22 de Março.
Baseado numa rota incerta e na baixa velocidade da deriva, Nansen calculou que levaria cinco anos para alcançar o polo. Em Janeiro de 1894, trocou ideias com Henriksen e Johansen sobre a possibilidade de efectuar uma viagem de esqui, com os cães, desde o Fram até ao polo, embora não tivessem concretizado nenhum plano. A primeira tentativa de Nansen de conduzir um trenó puxado por cães revelou-se uma desilusão embaraçosa, mas ele não desistiu, e, aos poucos, começou a melhorar. Nansen também descobriu que a velocidade normal de um esquiador era a mesma que a dos cães a puxar um trenó carregado. Os homens poderiam esquiar por si mesmos, em vez de se colocarem em cima dos trenós, e a carga que podiam transportar poderia ser maior. Esta descoberta representou, de acordo com o biógrafo e historiador, Roland Huntford, uma revolução no método das viagens polares.

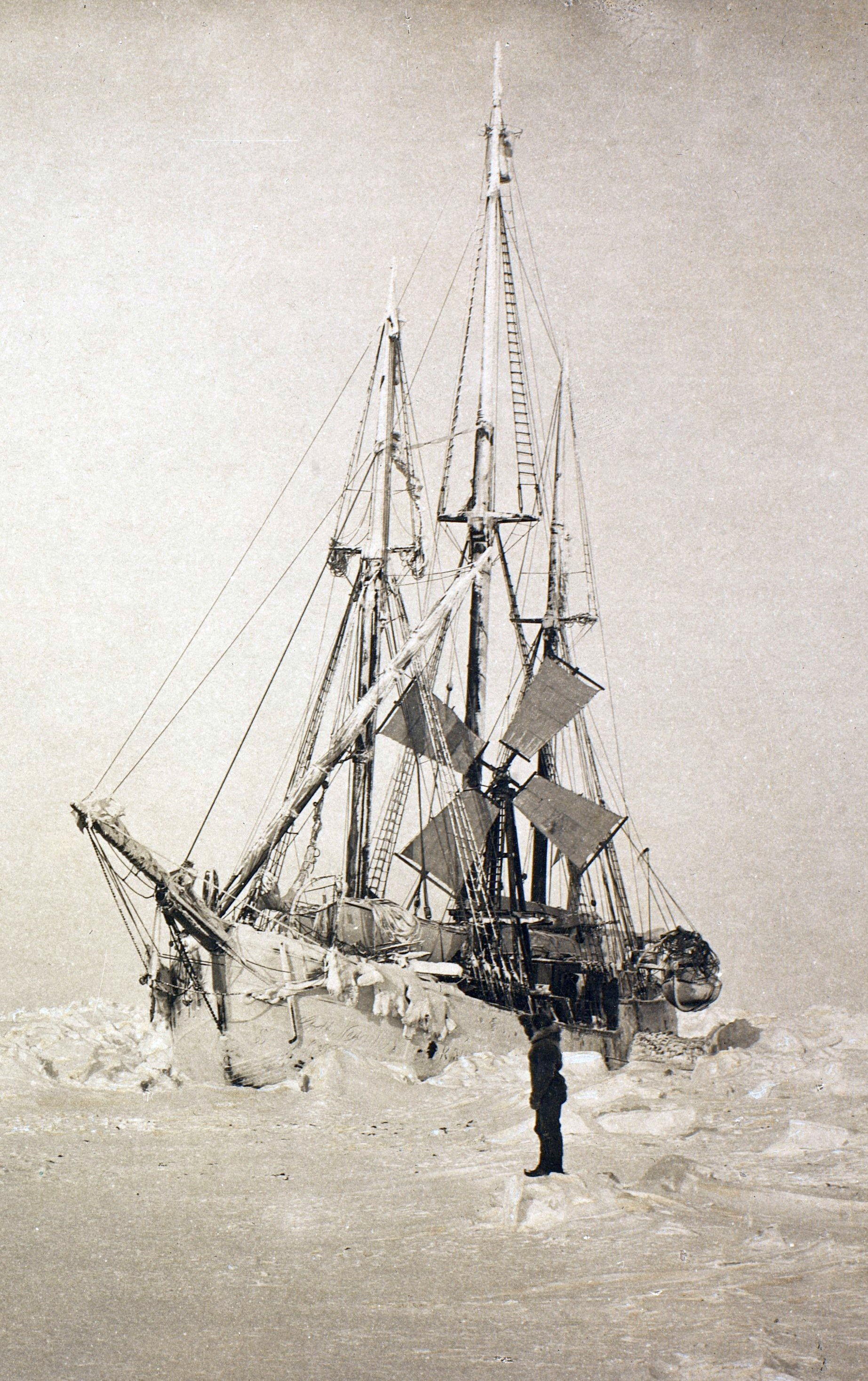
O Fram preso no gelo em Março de 1894.

A 19 de Maio, dois dias depois das celebrações do Dia Nacional da Noruega, o Fram passou a latitude 81°N, indicando que a velocidade do navio em direcção a norte estava a aumentar, embora se situasse em 1,6 km por dia. Cada vez mais convencido de que seria necessária uma viagem de trenó para alcançar o polo, Nansen, em Setembro, deu instruções para que todos praticassem esqui durante duas horas por dia. A 16 de Novembro, Nansen informou a tripulação das suas intenções: ele, e mais um membro da expedição, deixariam o navio para partirem para o polo quando passassem pela latitude 83°N. Depois de chegaram ao polo, os homens deveriam seguir para a Terra de Francisco José e continuar para Spitsbergen, onde esperavam encontrar um navio que os levasse para casa. Três dias mais tarde, Nansen perguntou a Hjalmar Johansen, o membro mais experiente na condução de cães, se queria juntar-se a ele para a viagem ao polo.
A tripulação passou os meses seguintes a preparar a ida ao polo. Construíram trenós, que ajudariam a deslizar mais facilmente em terreno difícil, e caiaques, segundo o modelo dos Inuit, para as travessias sobre a água; testaram várias roupas especiais e outros equipamentos. A 3 de Janeiro de 1895, sentiram que o navio estava a abanar e, dois dias depois, a tripulação desembarcou esperando que o navio fosse esmagado. No entanto, a pressão diminuiu, e os homens voltaram para o navio, continuando com os preparativos para a viagem de Nansen. Depois deste período mais dinâmico e entusiasmante, repararam que o Fram tinha passado para além da latitude mais a norte de Adolphus Washington Greely - 83°24N - e, a 8 de Janeiro, estavam a 83°34′N.

### Marcha para o Polo

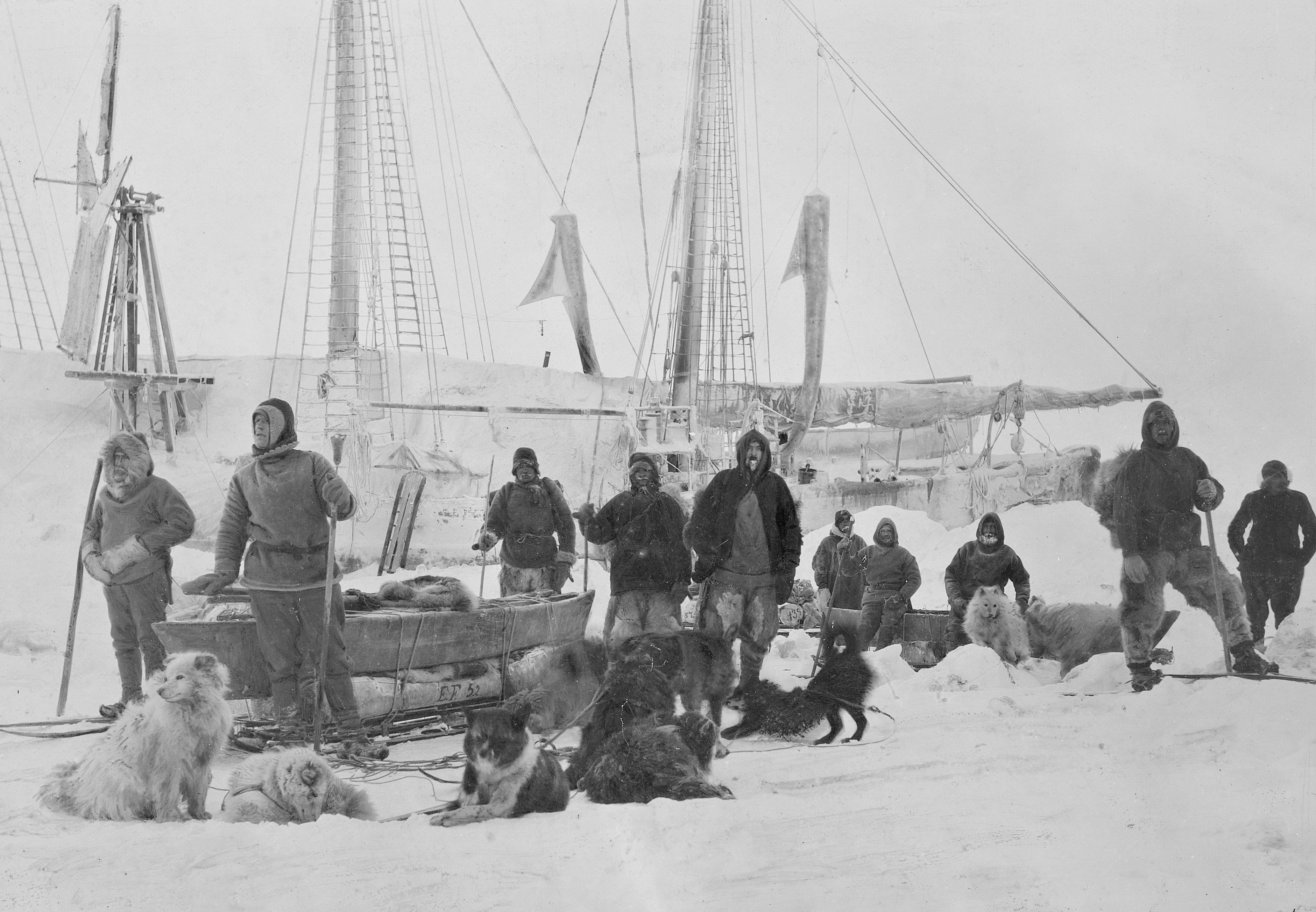
Partida de Nansen e Johansen para a viagem até ao Polo no dia 14 de Março de 1895. Nansen é o segundo da esquerda; Johansen é o segundo da direita.

A 17 de Fevereiro de 1895, Nansen começou a escrever uma carta de despedida para a sua esposa, Eva, onde dizia que, se ele fracassasse, "saberás que a tua imagem será a última coisa que verei". Nansen também passou este período a ler tudo o que dispunha sobre a Terra de Francisco José, o seu destino após o Polo. O arquipélago fora descoberto em 1873 por Julius von Payer e não se encontrava totalmente cartografado. Era uma zona, pensava-se, onde havia muitos ursos e focas, e Nansen via-a como uma boa fonte de alimento no seu regresso à civilização.
No dia 14 de Março, com o navio a uma latitude de 84°4′N, Nansen e Johansen partiram, por fim, para a sua marcha até ao Polo. Esta era a sua terceira tentativa de deixarem o navio; tentaram, outra vez, a 26 de Fevereiro; e de novo a 28, mas, devido a danos nos trenós, e depois de terem avançado poucos quilómetros, tiveram que regressar. Depois destas duas últimas tentativas, Nansen efectuou uma revisão mais profunda ao equipamento, minimizando a carga transportada, recalculando pesos e reduzindo os meios de transporte para três trenós, antes de dar uma nova ordem de partida. Um grupo de apoio acompanhou os dois homens e partilhou a primeira noite num acampamento. No dia seguinte, Nansen e Johansen continuaram sozinhos.
De início, os dois homens marcharam por uma zona de neve plana. Nansen tinha planeado 50 dias para percorrer cerca de 660 km até ao Polo, a uma média diária de 13 km. A 22 de Março, uma observação com um sextante mostrou-lhes que tinham avançado 120 km em direcção ao Polo, a uma média diária de 17 km. Tinham conseguido esta média apesar das baixas temperaturas que se faziam sentir, à volta de -40 °C, e de pequenos contratempos como a perda do medidor de distâncias do trenó. Contudo, à medida que o terreno se tornava irregular, e a marcha mais difícil, a velocidade diminuiu. Uma leitura de sextante, a 29 de Março, indicou 85°56′N, o que significava que, numa semana, tinham-se aproximado 87 km do Polo, mas, por outro lado, também ficaram a saber que a média diária percorrida estava a diminuir. Ainda mais preocupante foi uma leitura com um teodolito, naquele dia, que deu um resultado de apenas 85°15′N, e eles não tinham maneira de saber qual das leituras era a mais correcta. Tomaram consciência de que estavam a lutar contra uma deriva para sul, e que as distâncias percorridas não equivaliam a um avanço no sentido norte. O diário de Johansen mostrava a desilusão que se apoderava deles: "Os meus dedos estão todos desfeitos. As luvas estão congeladas ... Está a tornar-se cada vez mais penoso ... Deus sabe o que nos vai acontecer".

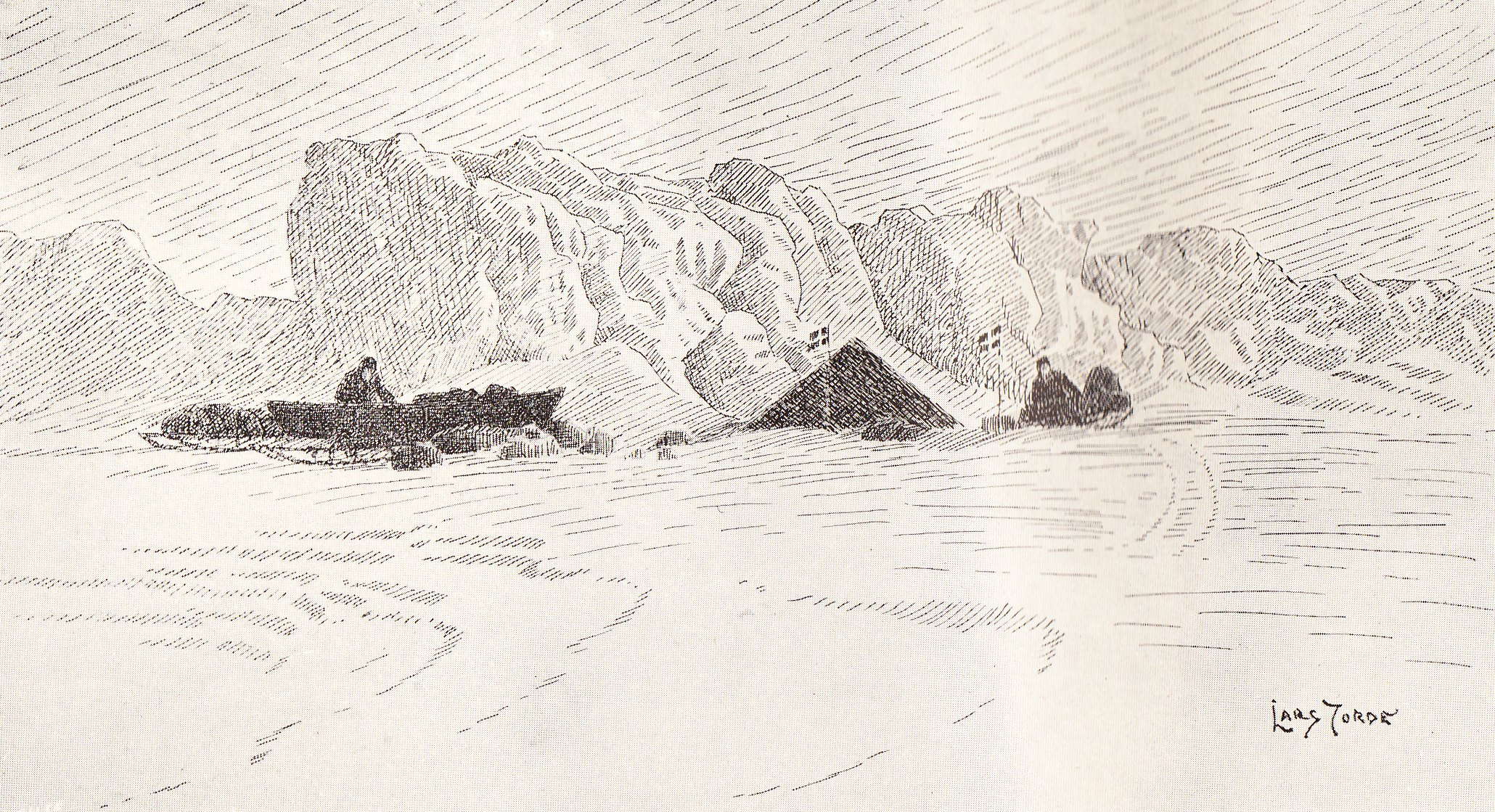
Uma representação do acampamento de Nansen e Johansen na latitude mais a norte, 86°13,6′N, a 7 de Abril de 1895.

No dia 3 de Abril, depois de vários dias em que a marcha se tornou muito difícil, Nansen começou a pensar se o Polo estaria mesmo ao alcance deles. Se as condições do terreno não melhorassem, as suas provisões não chegariam até ao Polo e à Terra de Francisco José. No dia seguinte fizeram uma nova leitura da sua posição - 86°3'N -, um valor desapontante. Nansen escreveu no seu diário: "Cada vez me convenço mais de que temos que regressar antes que seja demasiado tarde." Depois de terem acampado a 7 de Abril, Nansen percorreu alguns metros a pé em busca de um caminho, mas apenas viu "um verdadeiro caos de blocos de gelo que se estendiam até ao horizonte". Decidiu não avançar mais para norte, e que se deviam dirigir para Cabo Fligely, na Terra de Francisco José. Nansen registou a latitude final do seu acampamento a 86°13,6′N, quase três graus para além da marca mais a norte de Greely.

### Desvio para a Terra de Francisco José
A mudança de percurso para sudoeste trouxe uma melhoria nas condições do terreno e da marcha, provavelmente porque o caminho para a Terra de Francisco José era paralelo às linhas de fratura no gelo e não perpendicular a elas. O progresso era rápido: "Se continuar assim," escreveu Nansen a 13 de Abril, "a viagem de regresso será mais rápida do que eu pensava". No entanto, no mesmo dia, o seu diário tem o registo de um problema: os relógios de ambos os homens pararam. Embora o registo de Nansen sobre este assunto seja calmo, o incidente era potencialmente perigoso. Sem o tempo correcto, não conseguiam calcular a longitude e assim manter a rota correcta para a Terra de Francisco José. Voltaram a acertar os relógios partindo do pressuposto de Nansen de que se encontravam a 86°E, mas sem saberem ao certo onde estavam. Se estivessem mais para oeste do que Nansen julgava, poderiam não encontrar a Terra de Francisco José, e dirigirem-se para o oceano Atlântico.
A direcção da deriva passou a ser para norte, dificultando o progresso dos dois homens. A 18 de Abril, depois de 11 dias de marcha desde o ponto mais a norte, apenas tinham avançado 74 km para sul. Caminhavam agora em terreno irregular e com cursos de água. A 20 de Abril, depararam-se com um grande tronco de madeira preso no gelo, o primeiro objecto que viram desde que o Fram tinha entrado no gelo. Johansen esculpiu o seu nome e o de Nansen, com a latitude e a data, naquele tronco. Um ou dois dias mais tarde, encontraram rastos de uma raposa-do-ártico, o primeiro sinal de um ser vivo desde que saíram do Fram. Mais tarde encontraram outros sinais, e Nansen começou a acreditar que poderiam encontrar terra em breve.

Mapa da Terra de Francisco José com o percurso de Nansen e Johansen, através das ilhas; Agosto de 1895 a Junho de 1896.

A latitude calculada a 9 de Maio - 84°3′N -, foi uma desilusão, pois Nansen tinha esperança de que estivessem mais a sul. No entanto, no decorrer desse mês, começaram a ver pegadas de urso e, no final do mês, focas, gaivotas e baleias. Pelos cálculos de Nansen, chegaram a 82°21′N a 31 de Maio, a apenas 93 km do Cabo Fligely, se a estimativa da longitude estivesse correcta. Com o aquecer do tempo, o gelo começou a derreter e a quebrar-se, tornando a marcha mais difícil. Desde 24 de Abril que os cães vinham a ser abatidos, em intervalos regulares, para alimentar os outros, e no início de Julho apenas restavam sete dos 28 que começaram a viagem. A 21 de Junho, os dois homens deixaram para trás toda a carga que consideravam não fazer falta, na tentativa de marcharem mais rápido, e passaram a alimentar-se de carne de foca e aves. Depois de um dia de viagem mais leves, decidiram descansar numa placa de gelo flutuante, e impermeabilizaram os caiaques para a nova etapa da viagem. Assim permaneceram acampados durante um mês.
A 23 de Julho, um dia depois de deixarem o acampamento, Nansen vislumbrou terra ao longe. Escreveu: "Por fim vimos uma maravilha - terra, terra, e pensar que estivemos quase a desistir!" Nos dias seguintes, lutaram por chegar a terra, que parecia nunca mais chegar, embora, no final de Julho, pudessem ouvir o barulho da rebentação das ondas ao longe. No dia 4 de Agosto, conseguiram sobreviver ao ataque de um urso polar; dois dias mais tarde, alcançaram o limite do gelo, e apenas a água ficava entre eles e terra. A 6 de Agosto, abateram os últimos dois cães, um macho de nome Kaifas e uma fêmea chamada Suggen; transformaram os caiaques num catamarã colocando os trenós e os esquis através deles, e montaram uma vela.
Nansen chamou a esta primeira terra Hvidtenland (Ilha Branca). Depois de acamparem numa zona de gelo costeiro, subiram a uma inclinação para observar o horizonte. Aparentemente, estavam num arquipélago, mas o que conseguiam observar não tinha qualquer relação com o mapa incompleto da Terra de Francisco José. Tinham que continuar para sul na esperança de encontrar algum acidente geográfico que pudesse servir de referência. A 16 de Agosto, identificou um promontório como sendo o Cabo Felder, assinalado nos mapas de Payer como estando na costa oeste da Terra de Francisco José. O objectivo de Nansen era chegar a uma cabana com provisões, que tinha sido deixada por uma expedição anterior num local conhecido como Eira Harbour, no limite sul das ilhas. Contudo, ventos contrários e gelo solto tornaram a viagem de caiaque perigosa, e a 28 de Agosto Nansen decidiu que, com o inverno polar a aproximar-se, deveriam ficar onde estavam e aguardar pela primavera seguinte.

### Em direcção ao Cabo Flora

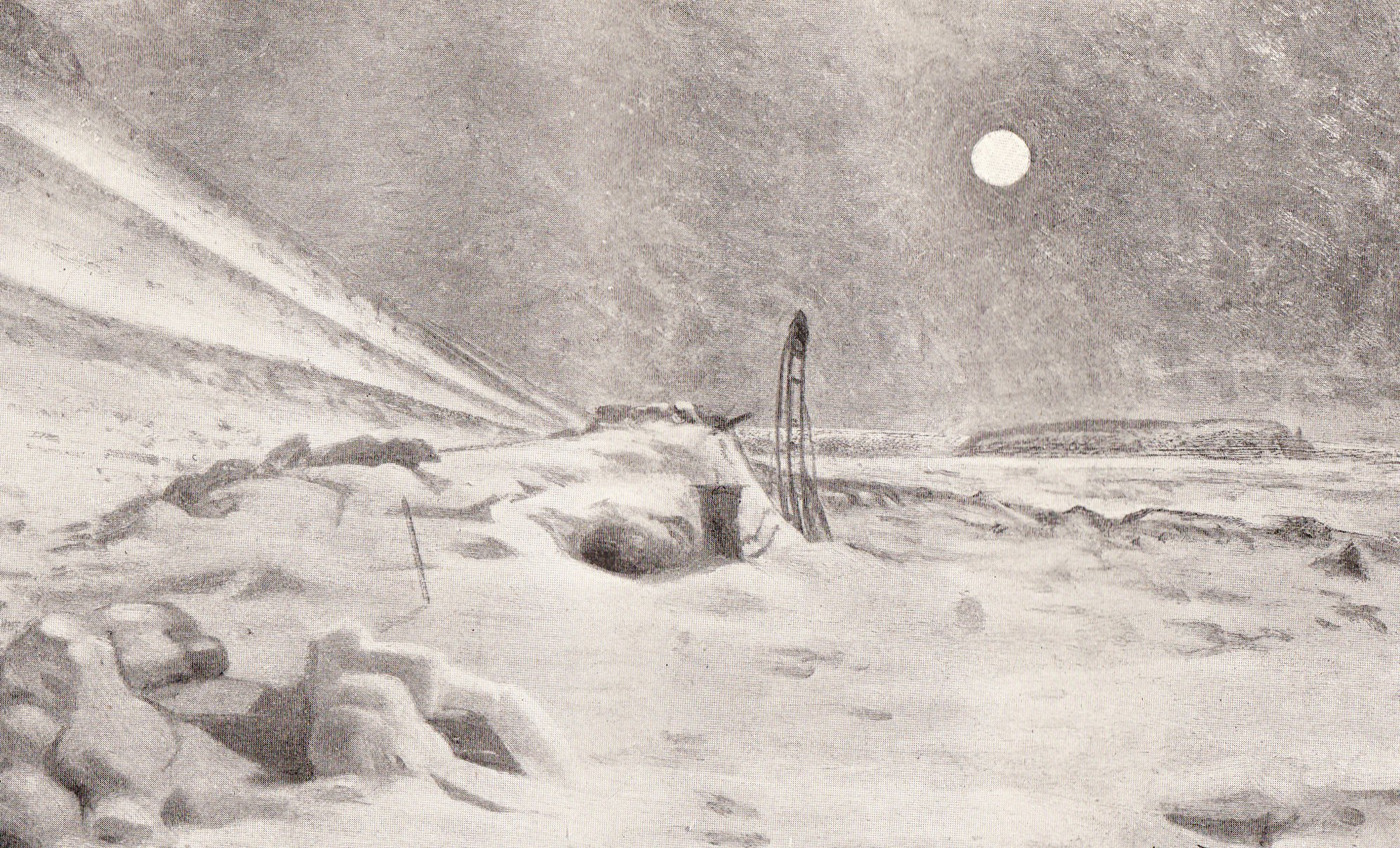
Abrigo na Terra de Francisco José, coberta de neve, no qual Nansen e Johansen passaram o inverno de 1895–96. Um desenho baseado numa fotografia de Nansen.

Para passarem o inverno, Nansen e Johansen instalaram-se numa praia de uma enseada protegida, onde havia pedras e musgo para servir de material de construção. Escavaram um buraco com cerca de um metro de profundidade, cercaram-no com um muro de pedras e cobriram-no com pele de morsa. Improvisaram uma chaminé com ossos de morsa e neve. Este abrigo, a que deram o nome de "O Buraco", ficou pronto a 28 de Setembro e iria servir de casa nos próximos oito meses. Não era muito acolhedor mas era seguro; tinham um bom abastecimento de carne de urso, morsa e foca para lhes encher a dispensa. O principal inimigo era o tédio; para passarem o tempo tinham pouco mais que uma revista de assuntos náuticos e tabelas de navegação para lerem à luz de uma lamparina.
No Natal, os dois homens celebraram com chocolate e pão das suas rações. Na véspera do Ano Novo, Johansen registou que Nansen, finalmente, passou a tratá-lo de forma informal e familiar, tendo até àquela data uma relação muito formal ("Sr. Johansen", "Professor Nansen") durante toda a viagem. No Dia de Ano Novo, vestiram-se com roupas simples - batas e calças - feitas de um saco-cama usado, e prepararam-se para continuar viagem quando o tempo aquecesse. A 19 de Maio de 1896, depois de semanas de preparativos, estavam prontos. Nansen deixou uma nota no abrigo a informar um possível visitante: "Vamos para sudoeste, por terra, até Spitsbergen".
Durante mais de duas semanas seguiram a linha de costa em direcção a sul. Nada do que iam vendo se assemelhava ao que estava no mapa rudimentar da Terra de Francisco José, e Nansen pensou que estariam em terras não mapeadas entre aquela região e Spitsbergen. A 4 de Junho, uma mudança nas condições meteorológicas permitiu-lhes lançar os caiaques à água, pela primeira vez desde que deixaram o abrigo de inverno. Uma semana mais tarde, Nansen foi forçado a lançar-se à água gelada para salvar os caiaques que, atados juntos, se tinham separado depois de terem ancorado de forma errada. Nansen conseguiu alcançar o caiaque e, num último esforço, subir para bordo. Apesar de estar gelado, ainda conseguiu abater e recolher dois mergulhões enquanto remava no catamarã.

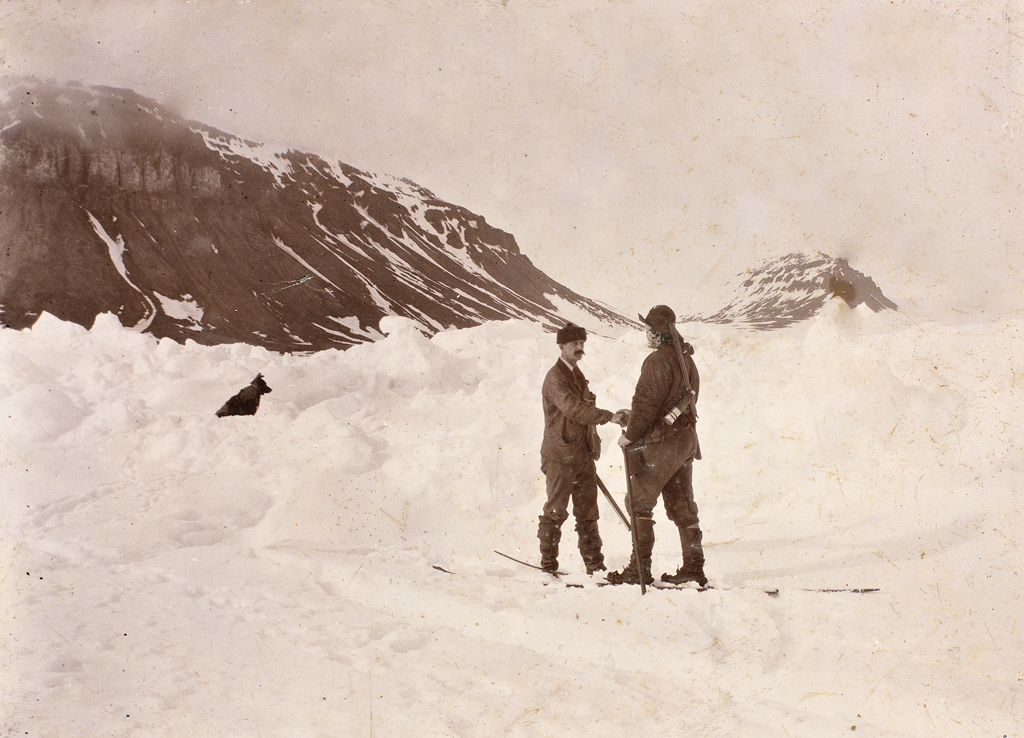
Encontro entre Nansen e Jackson no Cabo Flora a 17 de Junho de 1896 (pose para a fotografia tirada algumas horas depois do encontro original).

No dia 13 de Junho, algumas morsas atacaram e danificaram os caiaques, e eles tiveram que parar novamente para as reparar. A 17 de Junho, quando se preparavam para partir outra vez, Nansen pensou ter ouvido um cão a ladrar e foi investigar. Foi então que ouviu vozes e, alguns minutos depois, encontrou um ser humano. Tratava-se de Frederick Jackson, que tinha organizado a sua expedição à Terra de Francisco José depois de ter sido rejeitado por Nansen, e se tinha instalado no Cabo Flora, a ilha mais a sul do arquipélago. O relato de Jackson refere que a sua primeira reacção a este encontro-surpresa foi pensar que se tratava de um marinheiro cujo barco tinha naufragado, talvez do navio de reabastecimento da expedição, Windward, o qual devia juntar-se à expedição naquele verão. Conforme se foi aproximando, Jackson viu "um homem alto, a usar um chapéu de feltro macio, mal feito, roupas volumosas e cabelo e barba grandes, todo sujo de gordura preta". Depois de um momento de estranha hesitação, Jackson reconheceu o seu visitante: É  Nansen, não é?", ao que este lhe respondeu "Sim, sou Nansen".
Johansen foi salvo e os dois homens foram levados para a base de Cabo Flora, onde posaram para fotografias (em uma delas a simular o encontro de Jackson e Nansen) antes de tomarem banho e de cortarem o cabelo. Ambos os homens estavam de boa saúde, apesar de tudo o que tinham passado; Nansen tinha engordado 9,5 kg desde o início da expedição, e Johansen 5,9 kg. Em honra do seu salvador, Nansen chamou à ilha onde tinham passado o inverno de "Ilha de Frederick Jackson". Nas seis semanas seguintes, Nansen pouco mais fez do que esperar pela chegada do Windward, pensando que teria de passar o inverno em Cabo Flora, e lamentando-se de ele e Johansen não terem ido até Spitsbergen. Johansen registou no seu diário que Nansen tinha modificado o seu feitio arrogante dos tempos do Fram e era agora modesto e educado, seguro de que não voltaria a realizar outra viagem destas outra vez. No dia 26 de Julho, o Windward chegou; a 7 de Agosto, com Nansen e Johansen a bordo, partiram para sul e, a 13 de Agosto, chegaram a Vardø. Foram enviados vários telegramas informando o mundo do regresso são e salvo de Nansen.

### Deriva (segunda parte)

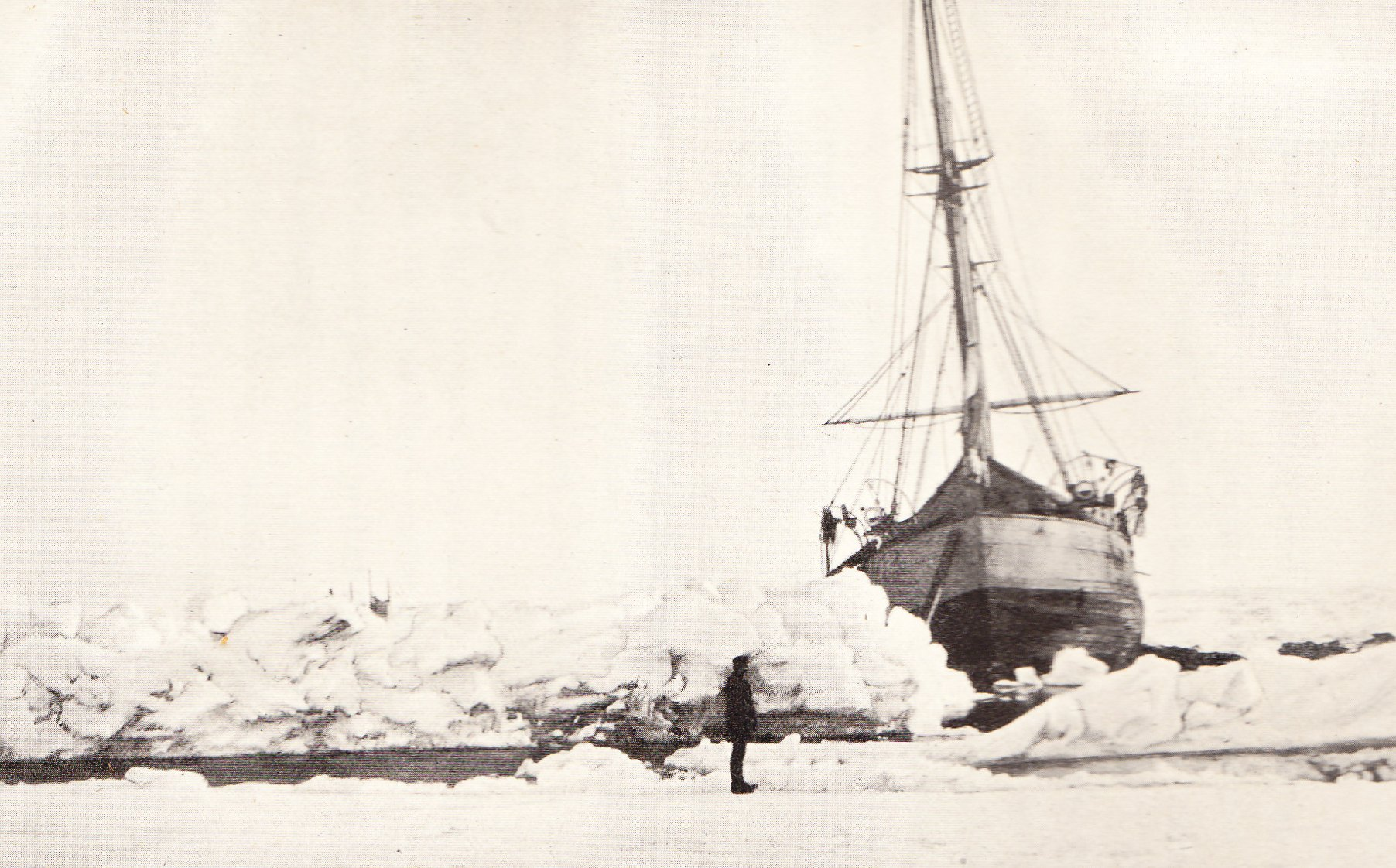
Um caminho de água entre o gelo à frente do Fram, Maio de 1896

Antes da sua partida do Fram, Nansen escolheu Sverdrup para chefiar a restante tripulação e a própria expedição, dando-lhe ordens para continuar com a deriva até ao oceano Atlântico, a não ser que as condições fossem adversas e, nesse caso, deveriam abandonar o navio e continuar por terra. Nansen deixou instruções exactas para continuarem com o trabalho científico, em especial as medições de profundidade do oceano e testes à espessura do gelo. Terminou as instruções dizendo: "Que nos possamos encontrar na Noruega, seja a bordo do navio ou sem ele".
A principal tarefa de Sverdrup era manter a tripulação ocupada. Deu ordem para realizarem uma limpeza profunda ao navio e organizou um grupo para retirar o gelo que estava agarrado ao navio e que ameaçava desequilibrá-lo. Embora não houvesse perigo imediato para o Fram, Sverdrup supervisionou a limpeza e a revisão geral dos trenós e a organização das provisões caso fosse necessário sair do navio e marchar por terra. Com a chegada de tempo mais ameno, pois o verão de 1895 aproximava-se, Sverdrup tornou a prática do esqui uma rotina diária. Entre estas tarefas, decorria um programa de actividades meteorológicas, magnéticas e oceanográficas sob a direcção de Scott Hansen; o Fram tinha-se tornado um laboratório de actividades científicas.
À medida que a deriva ia decorrendo, o oceano tornou-se mais profundo; medições sucessivas da sua profundidade deram valores de cerca de 610 m, 1 800 m e 2 700 m, o que indicava que a terra firme não se encontrava nas proximidades. A 15 de Novembro de 1895, o Fram chegou aos 85°55′N, 35 km abaixo da marca mais a norte de Nansen. A partir deste ponto, a deriva dirigia-se para sul e oeste, embora o progresso fosse praticamente imperceptível. A falta de acção e o tédio levaram a um aumento da consumo de álcool; Scott Hansen registou que aquele Natal e passagem de Ano decorreram com o "habitual vinho quente e respectivas ressacas", e escreveu que estava "a ficar cada vez mais farto das bebedeiras". Em meados de Março de 1896, estavam a 84°25′N, 12°50′E, a norte de Spitsbergen. A 13 de Junho, abriu-se um caminho de água entre o gelo, pela primeira vez em quase três anos, e o Fram pode navegar de novo. Ainda assim, só passados dois meses, a 13 de Agosto de 1896, é que passaram para mar aberto e, com um tiro de canhão, deixaram o gelo para trás. Saíram do gelo a nordeste de Spitsbergen, perto do local originalmente estimado por Nansen, demonstrando assim que ele estava certo, e os cépticos errados. Nesse mesmo dia, avistaram um navio - Søstrone - um navio de caça a focas de Tromsø. Sverdrup quis saber sobre notícias de Nansen mas não havia nenhuma. O Fram aportou por pouco tempo em Spitsbergen, onde o engenheiro e explorador sueco Salomon August Andrée se estava a preparar para um voo de balão até ao Polo Norte. Depois de um breve período em terra, Sverdrup e a sua tripulação deram início à viagem para sul em direcção à Noruega.

## Reencontro e recepção

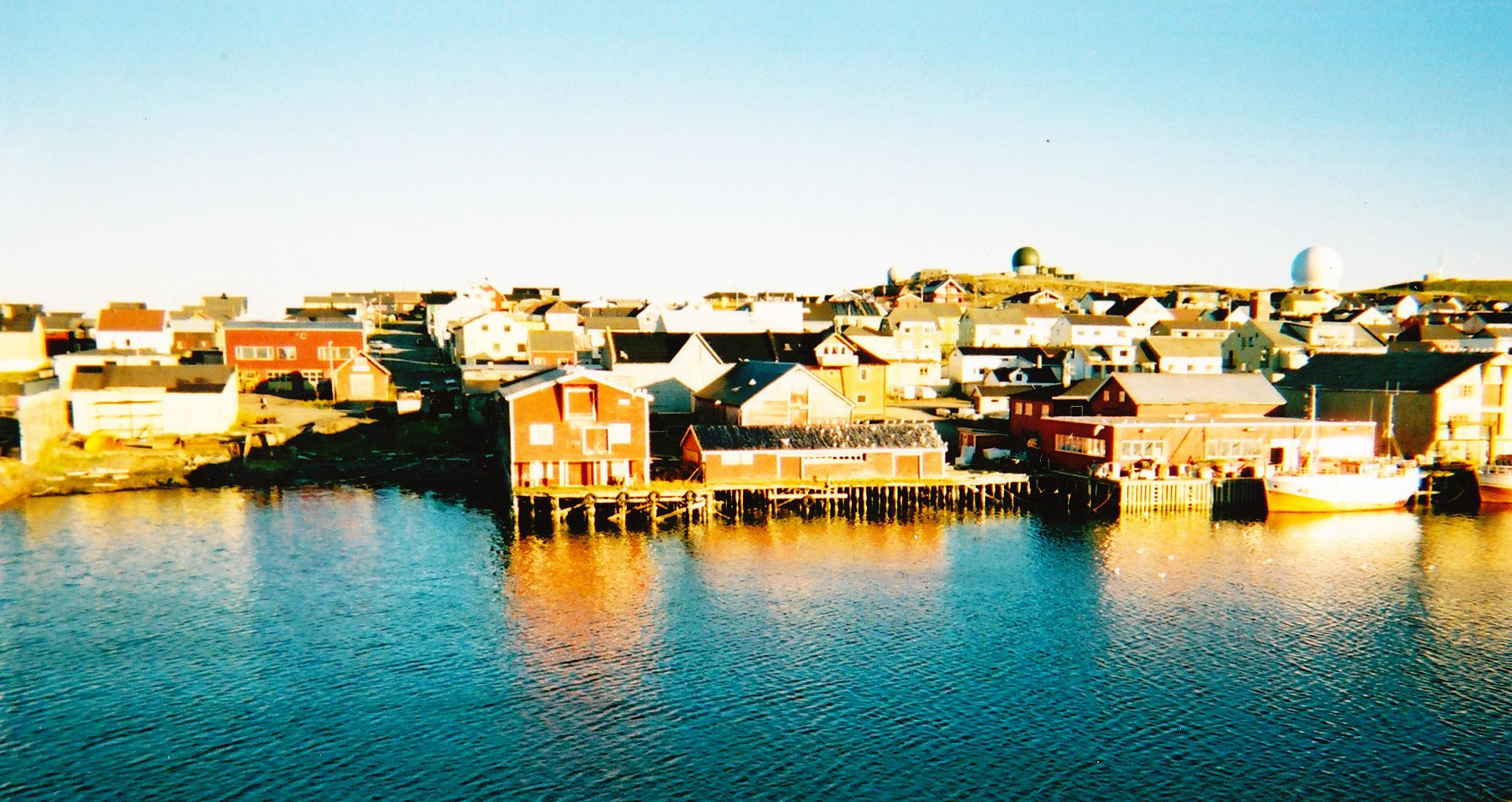
Porto de Vardø no norte da Noruega, onde Nansen e Johansen aportaram a 13 de Agosto de 1896.

No decurso da expedição, circularam boatos, no jornal francês Le Figaro, de que Nansen tinha chegado ao Polo Norte, em Abril de 1894. Em Setembro de 1895, Eva Nansen foi informada de que tinham sido encontradas mensagens assinadas por Nansen, "enviadas do Polo Norte". Em Fevereiro de 1896, o The New York Times emitiu um despacho de Irkutsk, na Sibéria, de um suposto agente de Nansen, informando que este tinha alcançado o Polo e aí encontrado terra. Charles P. Daly da Sociedade Geográfica Americana caracterizou esta informação de "notícias sensacionais" e "a ser verdade, a descoberta mais importante desde há muito tempo".
Os especialistas em exploração estavam cépticos acerca destas notícias, e a chegada de Nansen a Vardø deu-lhes razão. Em Vardø, ele e Johansen foram recebidos pelo professor Mohn, o criador da teoria da deriva polar, que, por acaso, encontrava-se na cidade. Os dois homens esperaram pelo navio-correio semanal para os levar para sul, e, a 18 de Agosto, chegaram a Hammerfest, onde foram recebidos entusiasticamente. A falta de notícias sobre o Fram estava a preocupar Nansen; no entanto, no dia 20 de Agosto recebeu informações dizendo que Sverdrup tinha levado o navio até ao pequeno porto de Skjervøy, a sul de Hammerfest, seguindo depois para Tromsø. No dia seguinte, Nansen e Johansen partiram para Tromsø e juntaram-se aos seus companheiros num reencontro emotivo.
Depois de vários dias a celebrar e a recuperar, o navio partiu de Tromsø a 26 de Agosto. A viagem para sul foi feita em ambiente festivo, com recepções em todos os portos. O Fram chegou finalmente a Christiania a 9 de Setembro, escoltado até ao porto por uma esquadra de navios de guerra e saudado por milhares - a maior multidão que a cidade alguma vez viu, de acordo com Huntford. Nansen e a sua tripulação foram recebidos pelo rei Óscar; a caminho da recepção, passaram por um arco formado por 200 ginastas. Nansen e a sua família ficaram no palácio como hóspedes do rei; contrastando com a recepção de Nansen, Johansen ficou para segundo lugar, quase ignorado, e escreveu que "a realidade, no fim de contas, não é tão maravilhosa como parece no meio da nossa difícil vida."

## Análise e rescaldo da expedição

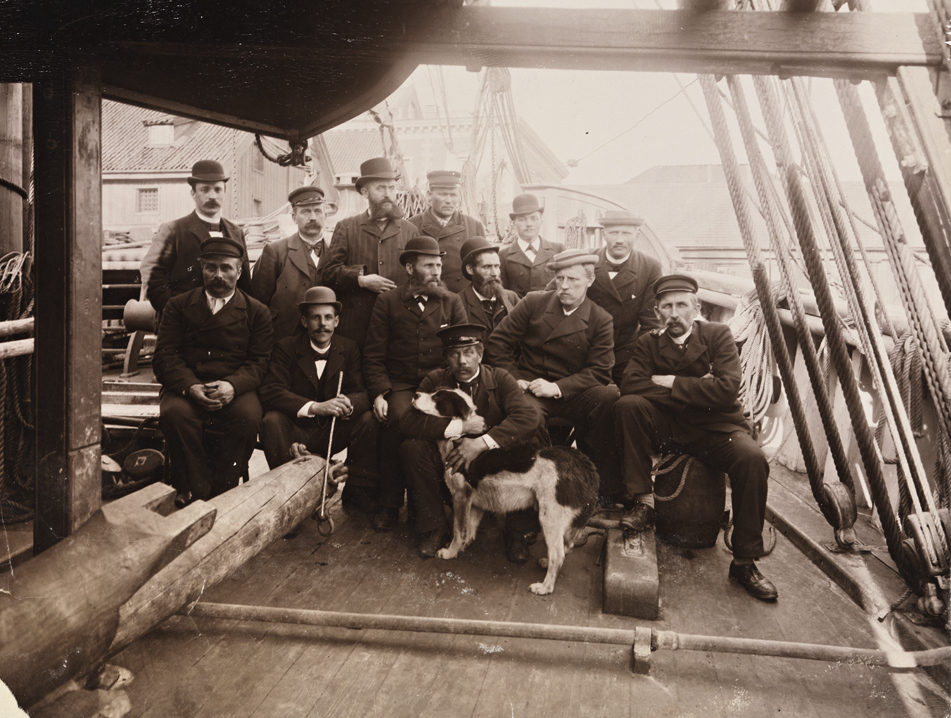
Membros da expedição depois do regresso do Fram a Christiania em Agosto de 1896. Fila de trás, da esquerda para a direita: Blessing, Nordhal, Mogstad, Henriksen, Pettersen e Johansen. Sentados: Bentzen, Scott Hansen, Sverdrup, Amundsen (com um cão), Jacobsen, Nansen e Juell

A abordagem mais tradicional da exploração do Árctico tinha por base uma organização e recursos humanos em larga-escala, assumindo-se que a tecnologia europeia podiam ser transferida, com sucesso, para o hostil clima polar. Ao longo dos anos, esta estratégia não deu o sucesso esperado, trazendo mesmo resultados catastróficos, tanto em perdas humanas, como de embarcações. Em contraste, o método utilizado por Nansen - pequenas e experientes equipas e aproveitamento dos métodos de viagem dos sami e inuítes - assegurou que a sua expedição fosse efectuada sem qualquer perda ou contratempo significativo.
Embora não tivesse atingido o objectivo de chegar ao Polo Norte, a expedição fez várias descobertas geográficas e científicas. Sir Clements Markham, presidente da Real Sociedade Geográfica britânica, declarou que a expedição tinha resolvido "o problema da geografia do Árctico". Tinha sido estabelecido que o Polo Norte não estava localizado nem em terra nem em uma placa de gelo permanente, mas em constante e imprevisível mudança. O oceano Árctico era uma enorme extensão de água profunda, sem massas de terra significativas a norte da Eurásia — qualquer zona de terra teria sido bloqueada pelo movimento do gelo. Nansen demonstrou a teoria da deriva polar; mais, observou a presença de uma força de Coriolis que empurrava o gelo para o lado direito da direcção do vento, devido ao efeito de rotação da Terra. Esta descoberta seria desenvolvida por um aluno de Nansen, Vagn Walfrid Ekman, que se tornaria um dos principais oceanógrafos do seu tempo. Do seu programa de observações científicas, a expedição forneceu as primeiras informações oceanográficas detalhadas da região; os dados reunidos durante a viagem do Fram seriam publicados em seis volumes.
Ao longo da expedição, Nansen efectuou vários testes com equipamentos e tecnologias, alterando o desenho dos esquis e trenós, novos tipos de roupas, tendas e aparelhos de cozinha, revolucionando os métodos de expedição e viagem no Árctico. No período de exploração polar que se seguiu ao seu regresso, os novos exploradores pediam conselhos a Nansen sobre os métodos e equipamentos - embora, por algumas vezes, não seguissem as suas indicações devido ao custo. De acordo com Huntford, os heróis do Polo Sul, como Amundsen, Robert Scott e Ernest Shackleton, eram seguidores de Nansen.
Embora a reputação de Nansen nunca tenha sido alvo de ataques, ainda assim recebeu algumas críticas. O explorador norte-americano Robert Peary terá questionado o porquê de Nansen não ter regressado ao navio quando ficou frente-a-frente a contratempos logo nas primeiras três semanas de marcha. "Será que tinha vergonha de voltar depois de tão curto espaço de tempo, ... ou será que ele seguiu para a Terra de Francisco José por motivos sensacionalistas ou por razões comerciais?". Adolphus Greely, que logo de início achou que toda a expedição era inviável, admitiu que estava errado mas, ainda assim, chamou a atenção para "o único defeito" — a decisão de Nansen ter deixado os seus companheiros a centenas de quilómetros de terra. "Ultrapassa a nossa compreensão", escreveu Greely, "como é que Nansen se afastou do dever mais sagrado de um comandante de uma expedição naval". A reputação de Nansen, mesmo assim, conseguiu manter-se imaculada; cem anos mais tarde, o explorador britânico Wally Herbert caracterizou a viagem do Fram como "um dos exemplos mais inspiradores de coragem e inteligência da história da exploração".
A viagem do Fram foi a última expedição de Nansen. Após a expedição, Nansen foi designado para uma disciplina de investigação na Universidade de Christiania, em 1897, e para director da cadeira de oceanografia, em 1908. Com a publicação do seu relato da expedição viu a sua situação financeira estabilizar; nos últimos anos da sua vida activa desempenhou vários cargos no novo reino da Noruega, e recebeu o Nobel da Paz em 1922, em reconhecimento do seu trabalho juntos de refugiados. Hjalmar Johansen nunca assentou numa vida normal. Após vários anos sem um lugar certo, dívidas e alcoolismo, foi-lhe dada a oportunidade, através da influência de Nansen, de se juntar à expedição de Roald Amundsen ao Polo Sul em 1910. Johansen teve uma acesa discussão com Amundsen no acampamento-base da expedição e foi excluído do grupo que iria ao Polo Sul. Um ano depois de ter regressado da Antártida, cometeu suicídio. Otto Sverdrup continuou como comandante do Fram e, em 1898, levou o navio, com uma nova tripulação, ao Árctico Canadiano durante uma exploração de quatro anos. Anos mais tarde, Sverdrup ajudou a angariar fundos para que o navio fosse restaurado e transformado em museu permanente. Morreu em Novembro de 1930, sete meses após a morte de Nansen.
O recorde de Nansen mais a norte manteve-se durante cinco anos. A 24 de Abril de 1900, um grupo de três homens de uma expedição italiana, liderado pelo duque de Abruzzi, atingiu a latitude 86°34′N, deixando a Terra de Francisco José a 11 de Março. Por pouco que o grupo não conseguia regressar; um dos grupos de apoio constituído por três homens desapareceu.